# دیستروفی

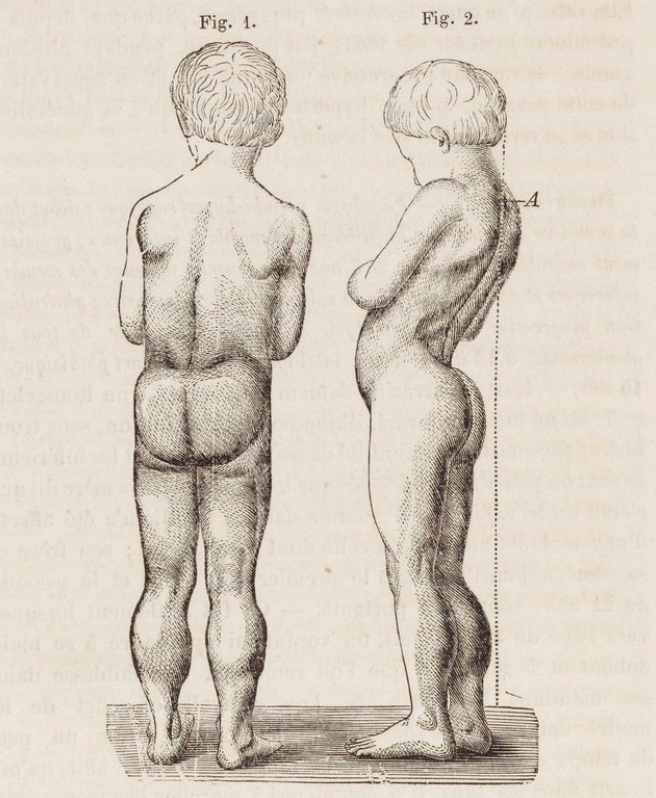
تصویر کودک ۷ ساله با دیستروفی ماهیچه ای دوشن

دُش‌پروردگی یا دیستروفی به تباهی بافت در اثر بیماری یا سوءتغذیه یا اکثراً وراثت گفته می‌شود.
دیستروفی می‌تواند در بافت‌های گوناگونی مانند همبند رخ دهد.

## انواع
- دیستروفی ماهیچه‌ای، عدم رشد موجود زنده بر اثر سوتغذیه
- دیستروفی ماهیچه‌ای دوشن، شدیدترین نوع دیستروفی ماهیچه‌ای
- رتینوپاتی اختلالات آسیب‌رسان به شبکیهٔ چشم
- دیستروفی ماهیچه‌ای فاسیو اسکاپولو هومورا
- دیستروفی عضلانی لایمب گرایدل
- پلی دیستروفی هورلر کاذب